# Nellie Melba
Nellie Melba (født 19. maj 1861, død 23. februar 1931) kunstnernavnet for  den australske sopransangerinde Helen Armstrong. Hendes europæiske debut i 1887 i Bruxelles blev startskuddet til en stor karriere på verdens førende operascener. Hun opnåede at få opkaldt desserten "Pêche Melba" efter sig; den blev skabt i 1893 af den franske kok Auguste Escoffier på Hotel Savoy. Dame Nellie Melba holdt sin afskedskoncert i 1926 på Covent Garden i London.